# Delhaize
Delhaize is een Belgische supermarktketen.
Het bedrijf is in 1867 opgericht door Jules Delhaize en zijn broers in Ransart, niet ver van Charleroi. In 1957 opende Delhaize op het Eugène Flageyplein in Elsene de eerste supermarkt met volledige zelfbediening van Europa. Sinds de jaren zeventig is de Delhaize Groep, het moederbedrijf actief in de Verenigde Staten en Azië. De Delhaize Groep en Koninklijke Ahold NV zijn in 2016 samen gefuseerd tot Ahold Delhaize.

## Geschiedenis
Zes zonen uit het gezin van Jacques Delhaize, een wijnhandelaar in Ransart, niet ver van Charleroi, liggen aan de basis van het ontstaan van twee Belgische supermarktketens, Delhaize De Leeuw en Louis Delhaize: Adolphe, Jules, Auguste, Edouard, Léopold en Louis Delhaize.
In 1867 richten Jules en Auguste Delhaize samen een winkel op in aanvankelijk koloniale waren en drank, onder de naam "Delhaize Frères et Cie" met als embleem de Belgische Leeuw. Niet veel later treden ook hun broers Adolphe en Edouard toe tot de vennootschap, evenals hun schoonbroer Jules Vieujant. Ze bouwen een heel netwerk van winkels uit waar dezelfde prijzen worden gehanteerd. De gedachte was zoveel mogelijk tussenhandel uit te schakelen om de marge te kunnen vergroten. Alle producten konden door de winkeliers opgehaald worden in een centraal depot, het hart van het bedrijf. Later waren er ook een eigen slagerij en bottelarij. Dat centrale depot zal dankzij aankoopkracht de beste prijzen kunnen bedingen bij de leveranciers. Inspiratie vormt het "nieuwerwetse grootwarenhuis" zoals de Bon Marché. De broers openen hun eerste zaak in Charleroi, al snel gevolgd door zaken in Marchienne-au-Pont, La Louvière, Bergen, Namen, Hoei en Châtelet.
De wijnen worden rechtstreeks in fusten geïmporteerd. In Belgische traditie voeren de Franse wijnen de hoofdnoot. De onderneming heeft vanaf haar start een prestigieuze reputatie als bottelaar. In de loop van de geschiedenis van Delhaize is wijn, maar ook likeur van eigen stokerij en geïmporteerde hoog-gistende bieren, een onderscheidend product. Het klassieke bijhuis, voor de introductie van de supermarkt, positioneerde zich als een wijnhandel en had een trouwe klantenkring.
De formule slaat zodanig goed aan, mede door maatschappelijke ontwikkelingen, dat de broers in 1871 besluiten om de vennootschap naar de Osseghemstraat in Sint-Jans-Molenbeek te verhuizen. Met het oog op een betere en makkelijkere distributie van hun producten, speelde het groeiende spoorwegennet en de aanwezigheid van het kanaal Brussel-Charleroi een grote rol in hun beslissing om te verhuizen. De derde reden is de explosieve industriële groei van Molenbeek. Het krijgt de bijnaam "het kleine Belgische Manchester". De industriële zone telt vlak voor de Eerste Wereldoorlog 23 fabrieken. Delhaize heeft zelfs een eigen brandweer. Zij bezit een paardenstal met 60 plaatsen. Later wordt een wagenpark aangekocht met onder andere Pipe, de Dion Bouton en de Ford Model T. In 1934 geeft het Ministerie van Vervoer toestemming voor een nieuwe spoorwegverbinding met station West. Onder bepaalde voorwaarden voor afzet, verzekering van de veiligheid en door Delhaize verschuldigde retributie voor elke spoorwagen.
In 1870 start hun broer Louis zijn eigen zaak op onder de naam "Louis Delhaize", maar hij beperkt zijn afzetgebied tot Henegouwen. Nog eens vier jaar later, in 1874, besluit ook Adolphe zijn eigen weg te gaan met de oprichting van "Adolphe Delhaize". Alle broers sluiten een overeenkomst met een niet-concurrentiebeding waarbij de drie ondernemingen zich ertoe verbinden om geen bijhuis te openen op minder dan 500 meter van elkaar. Bij het vertrek van Adolphe uit "Delhaize Frères et Cie" treedt de jongste broer Léopold Delhaize toe tot de vennootschap.
In 1875 wordt de naam veranderd in "Delhaize Frères et Cie: Le Lion" en wordt ook "L'union fait la force" aan de uithangborden toegevoegd. Geleidelijk aan zal de naam evolueren naar "Delhaize Le Lion / Delhaize De Leeuw".
Tussen 1883 en 1914 opent de winkelketen meer dan 500 bijhuizen over heel België. Alle filialen krijgen een identiek logo, een vitrine met aangeduide prijzen en terugkerende reclame.
Wanneer in de jaren 1930 de economische crisis toeslaat en de eerste discountzaken aan hun opmars beginnen, introduceert Delhaize De Leeuw het budgetmerk "Derby". Tegen 1939 zijn er in België meer dan 744 bijhuizen en zo'n 1 500 aangesloten winkels. Ook in Congo zijn er een aantal Delhaize-filialen.
In 1950 besluiten Delhaize De Leeuw en Adolphe Delhaize in de backoffice te fuseren. De klant en de buitenwereld merken daar aan de voorzijde echter niets van.

### De eerste supermarkt op het Europese continent
Na een aantal werkbezoeken van de Delhaize-bedrijfsleiding aan "supermarkets" in de Verenigde Staten, wordt beslist om dit concept ook in België te introduceren. In 1957 opent Delhaize De Leeuw haar eerste supermarkt met de vestiging op het Flageyplein te Elsene (Brussel). Daar kan men voor het eerst proeven van het gemak van volledige zelfbediening, voorverpakt vlees, diepvriesproducten, verse producten uit koelrekken en een afgedrukt kassaticket.
De onderneming blijft groeien en in 1962 maakt Delhaize De Leeuw haar entree op de Brusselse Beurs. Als gevolg van de economische crisis keurt de Belgische regering in 1975 de "grendelwet" goed, waardoor de opening van nieuwe supermarkten sterk aan banden wordt gelegd. Delhaize De Leeuw wordt hiermee verplicht om parallel aan de supermarkt te diversificeren.
De onderneming opent in 1975 een gloednieuw verkooppunt, en richt naar het model van de Amerikaanse drugstore de keten DI op. Alleen de farmaceutische producten worden niet gevoerd. Het in België nieuwe concept slaat aan en in 1991 telt DI 59 verkooppunten en groeit uit tot marktleider in België.
Daarnaast ziet Delhaize als antwoord op de grendelwet, de VS als bakermat van de supermarkt en vrij ondernemerschap als een aantrekkelijke regio voor investering. Delhaize geeft een consultant de opdracht een geschikte voedingsdistributeur te vinden. Diens onderzoek vestigt de aandacht op Food Town Stores, een keten met 22 winkels in de Amerikaanse staten North- en South Carolina. Zij hebben de hoogste return-on-investment binnen de sector. Food Town van haar kant heeft interesse in het financieel partnerschap met Delhaize, die 34,5% verwerft, omdat naast vers kapitaal, bestaande aandeelhouders een deel van hun investering zouden kunnen verzilveren. De Belgische pers reageert enthousiast.
Food Town blijft onder autonoom lokaal bestuur en drie vertegenwoordigers van Delhaize nemen zitting in de raad van bestuur. Food Town begint al snel aan een enorme expansie en weet in minder dan een decennium het aantal winkels te vertienvoudigen en op 226 te brengen. Dit doet de keten onder andere door 'forward buying' tegen een lage inkoopprijs, tot twee jaar vooruit. Vanwege Belgische boekhoudwetgeving, in het kader van integrale consolidatie, verhoogt Delhaize de Leeuw haar participatie. Deze wordt opgehoogd in 1976 tot 52%, waarmee Delhaize meerderheidsaandeelhouder is in Food Town. In 1983 worden de Food Town Stores vervolgens omgedoopt tot Food Lion vanwege een uitspraak van de rechtbank over vestigingsbeleid.
Vanaf 1981 berust de strategie in België op twee pijlers: de AD Delhaize (aangeslotenen met een vloeroppervlak van 750 tot 2000 vierkante meter) en de Delhaize Superette, met een oppervlakte van 200 tot 750 vierkante meter (dun bevolkte gebieden). Dankzij de bevoorrading vanuit het depot in Zellik hoeft de aangeslotene geen kostbare voorraad in de winkel te houden. Zij kunnen verder profiteren van het imago, de knowhow, informatica, marketing en reclame. Het aangeslotene concept berust op partnerschap. De supermarkten kunnen zelf kiezen voor uithangbord AD of Superette.
In 2015 fuseert Delhaize met Ahold. In maart 2023 kondigt de directie van Delhaize aan geen andere uitweg te zien voor een rendabele bedrijfsvoering in het huidige marktklimaat, dan de 128 Belgische winkels met 9000 personeelsleden die nog in eigen beheer zijn, over te dragen aan zelfstandige uitbaters. De directie noemt dit het winnende model. Als reactie hierop staken de betrokken werknemers en blijven het merendeel van de getroffen winkels een tijd gesloten. Ook de distributiecentra in Zellik en Ninove worden soms geblokkeerd, waardoor de al zelfstandige uitbaters eveneens met lege rekken te maken krijgen. De vakbonden en het stakende personeel protesteren tegen gebrek aan inspraak, verwachte ontslagen op het hoofdkantoor en de verslechtering van de arbeidsvoorwaarden. Ondanks langdurige protesten werden de overnameplannen uitgevoerd. In februari 2024 werden alle 128 vestigingen beheerd door zelfstandige uitbaters.

### Vestigingen
Tegen 1992 telde de "Delhaize Le Lion / De Leeuw" 410 winkels in België, 7 in Tsjechië, 14 in Griekenland en meer dan duizend in de VS.
"Delhaize Le Lion / De Leeuw" is actief in België, Luxemburg, Griekenland, Bulgarije, Servië, Montenegro, Bosnië en Herzegovina, Roemenië, Indonesië en de Verenigde Staten en beschikt het in totaal over 2673 winkels, waarvan 775 in België.
De Louis Delhaize Group bestaat nog en is actief in België, Frankrijk, Luxemburg, Groot-Brittannië, Roemenië, Hongarije, de Antillen en Guyana.

## Economisch
Bij Delhaize werken ruim 140.000 personeelsleden, waarvan circa 13.500 in België. Delhaize draait met een wereldwijde omzet van € 21,4 miljard, waarvan € 3,7 miljard in België.
De keten heeft filialen in Europa, de Verenigde Staten van Amerika en Azië.

## Europa
In België baat de keten niet alleen de Delhaize-winkels uit, maar ook de winkels onder de naam Proxy Delhaize, Shop'n Go, AD Delhaize, City Delhaize, Tom&Co en Caddyhome. Per eind 2009 telde het Delhaize-netwerk 792 winkels, 764 in 2023. De meeste hiervan worden uitgebaat door zelfstandigen.
Op het einde van 2005 had Delhaize 808 verkooppunten in België. Deze zijn verdeeld over alle Belgische uithangborden (Supermarkt, City, AD, Proxy, Shop & Go, Di, Tom&Co). Daarnaast bestaat ook de thuisleveringsdienst Caddy-Home. Vanaf 10 maart 2005 nam Delhaize het Turnhoutse Cash & Fresh over (toen met 43 verkoopspunten). Cash & Fresh verloor haar naam en de winkels werden omgebouwd tot Delhaize-supermarkten. In 2007 werd Di verkocht. In 2016 werd Tom&Co - op dat moment goed voor 144 winkels - verkocht aan investeringsgroep PetSerCo.
In 2009 startte Delhaize met een eigen discountketen onder de naam Red Market. De groep was eerder in deze branche actief met de Dial-keten. De laatste van de ooit 45 Dial-winkels sloot in 1998.
In Duitsland telde Delhaize 4 winkels in Aken en Keulen. Echter, deze zijn verkocht aan de supermarktketen REWE.
In Griekenland is Delhaize gevestigd onder de naam Alfa Beta en bezit een verkoopsnetwerk van ruim 300 winkels. Alfa Beta stelt 12.000 mensen tewerk.
In Servië en in Bosnië en Herzegovina is Delhaize bekend onder de namen Maxi en Tempo.
In mei 2000 verwierf Delhaize een participatie in het Roemeense Mega Image. Eind 2005 bezat Delhaize 100% van de keten die uit 18 supermarkten bestaat.
Tot medio 2006 bezat Delhaize de Tsjechische keten Delvita. Delvita bestond uit 94 winkels.

## Verenigde Staten
In de Verenigde Staten van Amerika (VS) opereert Delhaize onder vier merken (Food Lion, Hannaford Bros., Sweetbay, Harvey's en Bloom) in 16 staten. Bottom Dollar Food werd in november 2014 voor ongeveer 15 miljoen dollar verkocht aan Aldi.
- Food Lion bestaat uit 1.217 winkels. In 2024 was het de grootste keten in één staat: North Carolina.[15]
- Hannaford bezit 158 winkels en maakt sinds 2000 deel uit van de Delhaize Group.
- Kash n' Karry/Sweetbay: eind 2006 bestaan beide ketens samen uit 107 winkels.
- Harvey's: eind december 2006, baat Harveys 68 winkels uit.
- Bloom: in mei 2004 heeft Food Lion de eerste "Bloom" geopend, een nieuw winkelconcept dat bijzondere aandacht *schenkt aan winkelcomfort en dienstverlening. Eind 2006 bezit het uithangbord 39 winkels
- Bottom Dollar Food: een nieuwe concept dat gepositioneerd was als een discountwinkel. Eind 2006 waren er 18 winkels geopend. In 2014 werden de 66 winkels in de streek in en rond Philadelphia en Pittsburgh verkocht aan Aldi. De winkels zouden nog tot eind 2014 open blijven.[14]

## Azië
Eind 2005 bezit Delhaize de keten Super Indo in Indonesië. Deze keten bestaat uit 46 winkels.

## Bende van Nijvel
In de jaren 80 waren zes filialen van Delhaize het doelwit van bloedige roofovervallen van de Bende van Nijvel, waarbij in totaal 17 doden vielen.